# 庫尼亞庫尼亞尼山
15°54′15″S 68°34′4″W / 15.90417°S 68.56778°W
庫尼亞庫尼亞尼山（Quña Quñani），是玻利維亞的山峰，位於該國西部拉巴斯省的拉雷卡哈省，屬於安第斯山脈中玻利維亞瑞阿爾山脈的一部分，海拔高度5,006米。